# ویلمینگتون (لس‌آنجلس)
ویلمینگتون (به انگلیسی: Wilmington) یک منطقهٔ مسکونی در ایالات متحده آمریکا است که در لس آنجلس واقع شده‌است. ویلمینگتون ۵۳٬۸۱۵ نفر جمعیت دارد.